# Bebyggelseområdeskod
Bebyggelseområdeskod är en kod som Statistiska centralbyrån (SCB) tilldelar alla tätorter och småorter i Sverige. Den infördes hösten 2021 och ersatte då de tidigare tätortskoderna och småortskoderna, även retroaktivt från koder avseende 1960 och framåt, det vill säga även avregistrerade områden.
Koden består av nio tecken och inleds med fyra siffror för kommunkod. Femte tecknet är en bokstav för områdestyp (T=tätort, S=småort, F=fritidshusområde, V=verksamhetsområde, H=handelsområde). Sjätte tecknet är en bokstav för områdets status som centralort (C) eller
annat bebyggelseområde (B). De sista tre tecknen utgörs av ett löpnummer per kommun om tre siffror med start från 100.
Referensår 2015 är basår för kodsättningen, vid tilldelning av kommunkod och sortering av tresiffrigt löpnummer.
Koden struktur är (”Y” avser kommunkoden, ”X” avser löpnummer):
- Tätort, centralort: YYYYTCXXX
- Tätort, ej centralort: YYYYTBXXX
- Småort: YYYYSBXXX
- Fritidshusområde: YYYYFBXXX

Tätorter och småorter ingår i samma sorteringsordning av löpnummer. De orter som växlar mellan att klassificeras som tätorter och småorter
behåller samma löpnummer oavsett om de klassificeras som tätort eller småort.